# Cant de joia
El Cant de joia (alemany: ''Ode an die Freude'', primera línia: Freude, schöner Götterfunken) és una oda escrita el 1785 pel poeta i escriptor alemany Friedrich Schiller, per celebrar l'ideal d'unitat i germanor de tota la humanitat. És més coneguda per haver estat adoptada per Ludwig van Beethoven com a text per als passatges vocals del moviment final de la seva Novena Simfonia, que des de 1986 és l'himne de la Unió Europea (UE).
El poeta Joan Maragall en va fer la versió catalana per a poder ser cantada per l'Orfeó Català l'any 1900. Va ser publicat a les Obres completes d'en Joan Maragall - Poesies II

## Text de l'oda
(Per a la versió de Joan Maragall vegeu les Obres Completes.)
Versos escrits pel poeta Friedrich von Schiller (en cursiva, les paraules escrites per Beethoven)
Text original en alemany --------------------------- Traducció al català
| O Freunde, nicht diese Töne! Sondern laßt uns angenehmere anstimmen und freudenvollere. Freude! (cor d'homes: Freude !) Freude! (cor altre cop: Freude !) Freude, schöner Götterfunken Tochter aus Elysium, Wir betreten feuertrunken, Himmlische, dein Heiligtum! Deine Zauber binden wieder Was die Mode streng geteilt; Alle Menschen werden Brüder, Wo dein sanfter Flügel weilt. Wem der große Wurf gelungen, Eines Freundes Freund zu sein; Wer ein holdes Weib errungen, Mische seinen Jubel ein! Ja, wer auch nur eine Seele Sein nennt auf dem Erdenrund! Und wer's nie gekonnt, der stehle Weinend sich aus diesem Bund! Freude trinken alle Wesen An den Brüsten der Natur; Alle Guten, alle Bösen Folgen ihrer Rosenspur. Küße gab sie uns und Reben, Einen Freund, geprüft im Tod; Wollust ward dem Wurm gegeben, Und der Cherub steht vor Gott. Froh, wie seine Sonnen fliegen Durch des Himmels prächt'gen Plan, Laufet, Brüder, eure Bahn, Freudig, wie ein Held zum Siegen. Seid umschlungen, Millionen! Diesen Kuß der ganzen Welt! Brüder, über'm Sternenzelt Muß ein lieber Vater wohnen. Ihr stürzt nieder, Millionen? Ahnest du den Schöpfer, Welt? Such' ihn über'm Sternenzelt! Über Sternen muß er wohnen. El Finale repeteix les paraules: Seid umschlungen, Millionen! Diesen Kuß der ganzen Welt! Brüder, über'm Sternenzelt Muß ein lieber Vater wohnen. Seid umschlungen, Diesen Kuß der ganzen Welt! Freude, schöner Götterfunken Tochter aus Elysium, Freude, schöner Götterfunken | Amics! No pas aquests tons! Ans entonem-ne uns de més agradables i alegres! Joia ! (Joia !) Joia ¡ (Joia !) Alegria!, bella espurna divina, Filla de l'Elisi, entrem, ebris de foc celestial, al teu santuari. Els teus encisos tornen a lligar el que la moda ha dividit severament: tots els homes es fan germans allà on la teva suau ala sojorna. Aquell a qui hagi reeixit el gran cop d'ésser amic d'un amic, el qui s'hagi guanyat una dona que li és devota: ajunti a la nostra la seva exultació! Sí, i també qui digui seva una sola ànima sobre el globus de la Terra. I el qui no ho hagi pas pogut fer, que s'esquitlli, plorant d'aquesta nostra confraria. Tots els éssers beuen la joia del pit de la natura. tots els bons i tots els dolents segueixen el seu rastre de roses. Els petons ens ha donat, i els ceps i un amic provat fins a la mort; al verm [humanal] li és estat donat el delit i el querubí està davant Déu. Alegres, igual que els seus sols travessen volant l'esplèndida plana del cel, recorreu vosaltres, germans, la vostra via, joiosos, com un heroi vers la victòria! Siau abraçades, gernacions! Vagi aquest petó al món sencer! Germans! Damunt la volta estrellada Hi ha de viure un pare amorós! Caieu de genolls, gernacions? Món, intueixes el teu Creador? Cerca'l més enllà de la volta estrellada, Que més enllà de les estrelles ha de viure. |